# 二溴二乙基亚砜
二溴二乙基亚砜（英語：Dibromodiethyl sulfoxide）是一种有机化合物，化学式为(BrCH2CH2)2SO，包含有一个亚磺酰基基团（S=O）和两个溴乙基基团，可由过氧化苯甲酰氧化二溴二乙硫醚制备。